# Robert Bürchler
Robert Bürchler-Messer (* 28. Mai 1915; † 23. April 1993) war ein Schweizer Sportschütze.

## Erfolge
Robert Bürchler nahm an den Olympischen Spielen 1952 in Helsinki teil. Mit dem Freien Gewehr belegte er im Dreistellungskampf über 300 m hinter Anatoli Bogdanow den zweiten Rang und gewann so die Silbermedaille.
Bürchler sicherte sich zwischen 1947 und 1954 insgesamt 24 Medaillen bei Weltmeisterschaften und wurde dabei zehnmal Weltmeister. 1947 gewann er in Stockholm mit dem Freien Gewehr im liegenden Anschlag ebenso die Goldmedaille wie in den Mannschaftswettbewerben mit dem Freien Gewehr im Dreistellungskampf und mit dem Kleinkalibergewehr in der Kniend-Position. Zwei Jahre darauf wurde er in Buenos Aires im knienden Anschlag mit dem Kleinkaliber auch im Einzel Weltmeister. Seine übrigen Weltmeistertitel gewann er 1952 in Oslo in verschiedenen Mannschaftswettbewerben: im Dreistellungskampf belegte er mit dem Freien Gewehr, dem Armeegewehr, dem Standardgewehr und mit dem Kleinkaliber den ersten Platz, zudem auch mit dem Kleinkaliber im stehenden und im liegenden Anschlag. Darüber hinaus gewann er acht Silber- und sechs Bronzemedaillen.